# Sandman (Marvel)
Sandman (William Baker) is een fictieve superschurk uit de strips van Marvel Comics. Hij is vooral een vijand van Spider-Man.
Sandman werd bedacht door Stan Lee en Steve Ditko, en verscheen voor het eerst in The Amazing Spider-Man #4 (september 1963).

## Biografie
Toen William Baker drie jaar oud was verliet zijn vader hem en leefden hij en zijn moeder in diepe armoede verder. Op de middelbare school begon William om die reden met diefstal om thuis de eindjes aan elkaar te knopen. Uiteindelijk werd hij van school gestuurd en vond werk als een criminele klusjesman. Onder het alias Flint Marko, raakte Baker meer en meer betrokken bij illegale activiteiten, waardoor hij een bitter en gewelddadig persoon werd. Uiteindelijk belandde hij in de gevangenis op Ryker’s Island, maar wist te ontsnappen. In zijn vluchtpoging kwam hij terecht op een strand vlak bij Savannah. Het zand daar was bestraald door een experimentele reactor. William’s lichaam en het radioactieve zand versmolten met elkaar, waardoor William’s moleculaire structuur werd veranderd in een zand/modder achtige substantie. Het duurde niet lang voordat William ontdekte dat hij zijn lichaam geheel in zand kon veranderen. Hij nam de naam Sandman aan.
Sandman kwam al snel in conflict met Spider-Man op de school waar Peter Parker op zat. Spider-Man wist Sandman te verslaan met een stofzuiger. Later, om wraak te nemen op Spider-Man voor zijn nederlaag, werd Sandman lid van de Sinister Six, een team van superschurken geleid door Doctor Octopus. Na wederom een aantal maal door Spider-Man te zijn verslagen gaf Sandman zijn strijd tegen Spider-Man op, en richtte zich op andere superhelden. Zo richtte hij onder andere het Frightful Four team op om tegen de Fantastic Four te vechten. Dit team werd echter snel verslagen door de meer ervaren helden.
Sandman ontdekte uiteindelijk dat zijn lichaam, beginnend met zijn hand, langzaam in glas veranderde, maar hij wist dit effect terug te draaien. Ook werkte hij in de strijd tegen Spider-Man een keer samen met Hydro-Man, een andere vijand van Spider-Man. De twee fuseerden tijdelijk tot een moddermonster, maar splitsten uiteindelijk weer op.
Toen Sandman in een diepe depressie terechtkwam moedigde Thing hem aan om zijn krachten voor het goede te gebruiken. Sandman werd hierop tijdelijk lid van de Avengers en sloot zich aan bij de groep van Silver Sable. Maar na een tijdje keerde hij weer terug op het slechte pad. Hij sloot zich aan bij de nieuwe Sinister Six, waar ook Venom lid van was. Venom sloot zich echter puur bij het team aan om er zeker van te zijn dat hij Spider-Man zou doden, en niemand anders. Hij keerde zich tegen zijn vijf teamgenoten. Bij Sandman verzwolg hij een groot deel van diens zand, waardoor Sandmans lichaam onstabiel werd en langzaam begon af te brokkelen. Uiteindelijk viel Sandmans lichaam uit elkaar en het zand werd door de wind over New York verspreid.
Een groot deel van Sandmans lichaam, en daarmee zijn persoonlijkheid, belandde op een nabijgelegen strand en fuseerde daarmee. Dit Sandman-strand begon nietsvermoedende voorbijgangers te vangen in de hoop zichzelf te herstellen. Dit had alleen maar tot gevolg dat het Sandmanstrand ontplofte en de afzonderlijke zandhopen over New York verspreid raakten. Elk van deze zandhopen vormde zich tot een nieuwe Sandman, die een enkele persoonlijkheid van de originelse Sandman had. Zo ontstonden onder andere Sandmans kwaadaardige kant, zijn goede kant en kinderlijke kant. Nadat Spider-Man alle individuele Sandmannen had opgespoord fuseerden ze weer tot de originele Sandman.

## Krachten en vaardigheden
Sandman heeft de gave om geheel in een zandachtige substantie te veranderen. In deze zandvorm kan hij zichzelf verharden tot een soort steen en van vorm veranderen. Hij kan bijvoorbeeld zijn handen vormen tot knotsen en zo enorme dreunen uitdelen.
Zelfs als het zand waar Sandmans lichaam uit bestaat wordt verspreid kan hij zichzelf herstellen. Sandman kan versmelten met natuurlijk zand als dat zich in zijn directe omgeving bevindt. Hij kan dit zand net zo manipuleren als het organische zand van zijn lichaam, en het toevoegen aan zijn lichaamsmassa om groter en sterker te worden.
Sandmans lichaam neemt echter ook de fysieke en chemische eigenschappen van zand over. Zo kan hij bij blootstelling aan intense hitte in glas veranderen, en veranderde een keer in massief cement toen hij in contact kwam met cement ingrediënten.
Ten slotte beschikt Sandman over bovenmenselijke kracht, vele malen groter dan die van Spider-Man. Zijn kracht is gelijk aan die van Thing.

## Ultimate Sandman
In het Ultimate Marvel universum is Sandman een genetische mutatie van de industrialist Justin Hammer, ontstaan als een van de resultaten van een poging het supersoldaten serum te hercreëren. Sandman wist te ontsnappen nadat Hammer werd gedood door Dr. Octopus en S.H.I.E.L.D. het bedrijf over nam. Dankzij Spider-Man wist S.H.I.E.L.D. Sandman te vangen. In de S.H.I.E.L.D. gevangenis ontmoette hij Dr. Octopus, Green Goblin, Electro en Kraven the Hunter. De vijf wisten te ontsnappen uit de gevangenis en namen Spider-Man gevangen om samen met hem de Ultimate Six te vormen.
Sandman werd uiteindelijk verslagen door Iron Man, waarna S.H.I.E.L.D. hem opsloot in verschillende potten zand, die continu bevroren blijven.

## Sandman in andere media

### Televisie
- Sandman verscheen in een aflevering van de animatieserie Spider-Man and his Amazing Friends, waarin Chris Latta zijn stem deed.
- Hij verscheen ook in de Spider-Man animatieserie uit de jaren zestig.
- Sandman verscheen echter niet in de Spider-Man animatieserie uit de jaren 90. Dit was omdat rond die tijd ook een Spider-Man film gepland stond waarin Sandman en Elektro de hoofdvijanden zouden zijn. Toen bleek dat de film niet doorging verscheen Elektro alsnog in de animatieserie, maar Sandman niet. Daarmee is hij de enige vaste vijand van Spider-Man die niet in deze animatieserie voorkomt.
- Sandman is een van Spider-Man's tegenstanders in de serie The Spectacular Spider-Man.

### Film
Op 5 november 2005 werd acteur Thomas Haden Church officieel gecast voor de rol van Sandman in de geplande film Spider-Man 3. Dit werd bekendgemaakt door Kirsten Dunst en bevestigd door Sony.
In de film is Flint Marko een ontsnapte gedetineerde die deels verantwoordelijk was voor de dood van Ben Parker. Marko heeft in de film een dochter die zwaar ziek is, en hij gaat tot het uiterste om medicijnen voor haar te kunnen betalen. Hij verkreeg zijn krachten toen hij, op de vlucht voor de politie, in een testgebied terechtkwam.
In de film stopt Spider-Man hem van het beroven van een geldwagen. Wanneer Spider-Man Sandman's rol bij de dood van Oom Ben ontdekt neemt hij wraak door Sandman in het water te gooien, wat blijkbaar zijn dood betekent. Flint overleeft en keert later in de film terug, nu samenwerkend met Venom. In de laatste confrontatie bekent Sandman schuld en toont berouw voor wat hij heeft gedaan. Spider-Man vergeeft hem, waarna Sandman in een wolk van zand verdwijnt.
In de film Spider-Man: No Way Home keert Thomas Haden Church terug als Sandman als hij uit het universum waar de Sam Raimi trilogie zich afspeelt wordt gehaald naar het Marvel Cinematic Universe, het universum waar Spider-Man: No Way Home zich afspeelt. Sandman denkt dat hij tegen de Spider-Man vecht uit zijn wereld wat wordt gespeeld door Tobey Maguire, maar in plaats daarvan vecht hij tegen de Spider-Man die wordt gespeeld door Tom Holland. Uiteindelijk wordt Sandman opgesloten door Dr. Strange samen met De Lizard en Electro uit het universum waar The Amazing Spider-Man en The Amazing Spider-Man 2 zich afspelen, en met De Green Goblin en Dr. Octopus uit het universum waar de Sam Raimi trilogie zich afspeelt, Sandman zelf maakt ook deel uit van het laatst genoemde universum.